# تاریخ اقتصادی

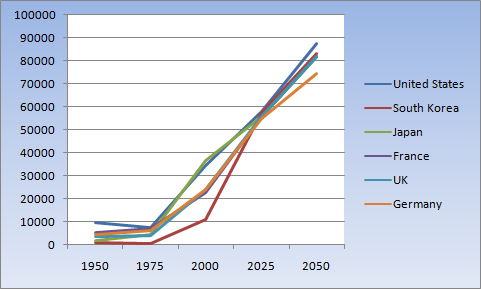
نمودار رشد اقتصادی کره جنوبی

تاریخ اقتصادی مطالعهٔ اقتصاد و پدیده‌های اقتصادی در گذشته است. بررسی تاریخ اقتصاد با استفاده از ترکیبی از روش‌های تاریخی، آماری و با به کار بردن اقتصاد کاربردی در اتفاقات تاریخی و نهادهای اجتماعی انجام می‌گیرد. این موضوع دربرگیرنده تاریخ بازرگانی و تاریخ مالی است و با موضوع‌های تاریخ اجتماعی،جمعیت‌شناسی تاریخی و تاریخ نیروی کار همپوشانی دارد.

## گسترش بعنوان رشته‌ای جدا
روبرو شدن با تاریخ اقتصادی به عنوان یک رشته دانشگاهی گسسته برای سال‌های بسیاری مسئله‌ای بحث‌برانگیز بوده‌است. در سال‌های میان دو جنگ جهانی، مدرسه اقتصاد لندن (LSE) و دانشگاه کمبریج اختلافات بسیاری بر سر جدا کردن دو رشته اقتصاد و تاریخ اقتصاد داشتند. اقتصاددانانکمبریج بر این باور بودند که اقتصاد واقعی، تاریخ اقتصاد را دربرمی‌گیرد و این دو رشته نباید از یکدیگر جدا باشند. این در حالی بود که اقتصاددانان مدرسه اقتصاد لندن در این عقیده بودند که تاریخ اقتصاد خود دارای دوره، آموزش و دستورکار تحقیق منحصربه‌فردی از رشته اصلی اقتصاد است و بنابراین باید که رشته منحصربه‌فردی باشد.
در ابتدا نظریه مدرسه اقتصاد لندن (LSE) پیروز شد و بسیاری از دانشگاه‌های انگلستان به تقلید از مدل آموزش تاریخ اقتصاد این مدرسه پرداختند. جامعه تاریخ اقتصاد در سال ۱۹۲۶ بنیان‌گذاری شده و دانشگاه کمبریج نیز به ناچار مدل تاریخ اقتصاد خود را طراحی و گسترش داد. اما در بیست سال اخیر شاهد متوقف شدن آموز این دو رشته به عنوان رشته‌های مجزا و آمیختن هر یک از آن‌ها در رشته اقتصاد یا رشته تاریخ بوده‌ایم و هم‌اکنون فقط دو دانشگاه ال‌اس‌ئی و گلاسگو دارای برنامه‌های آموزشی تاریخ اقتصاد در مقاطع کارشناسی و کارشناسی ارشد هستند.

### تاریخ سرمایه‌داری
از سال ۲۰۰۰ میلادی به بعد موضوعی تحت عنوان تاریخ سرمایه‌داری به صورت درس در رشته تاریخ وجود دارد. این موضوع تأثیر دربرگیرنده ابعاد بیمه، بانکداری، مقررات، ابعاد سیاسی، تأثیر بر طبقه متوسط و ضعیف، زنان و اقلیت‌ها می‌شود.